# Artyleria górska

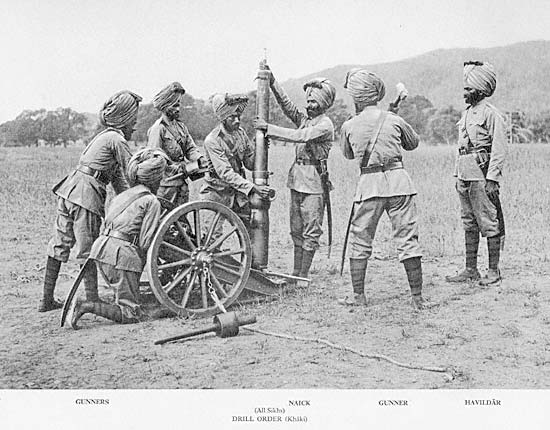
Montaż armaty górskiej RML 2.5. Lufę tego działa można było rozkręcić na dwa elementy wystarczająco lekkie dla zwierzęcia jucznego

Artyleria górska – rodzaj artylerii wyposażonej w działa (armaty, haubice, moździerze i działa bezodrzutowe) o budowie umożliwiającej łatwe i szybkie rozłożenie na części o masie nieprzekraczającej 100 kg. Działa artylerii górskiej po rozłożeniu mogą być przenoszone ręcznie lub przewożone w jukach koni lub mułów (artyleria juczna).